# Chaohu
Chaohu (Kinesisk skrift: 巢湖市; pinyin: Cháohú Shì) er et bypræfektur i den kinesiske provins Anhui. Chaohu har et areal på 9 423 km², og en befolkning på 4.539.600 indbyggere (2004).

## Administrative enheder
Chaohu består af et bydistrikt og fire amter:
- Bydistriktet Juchao – 居巢区 Jūcháo Qū ;
- Amtet Lujiang – 庐江县 Lújiāng Xiàn ;
- Amtet Wuwei – 无为县 Wúwéi Xiàn ;
- Amtet Hanshan – 含山县 Hánshān Xiàn ;
- Amtet He – 和县 Hé Xiàn.